# On a Sunday
Chansons représentant la Roumanie au Concours Eurovision de la chanson
Goodbye
(2018) Alcohol You
(2020)
On a Sunday (« Un Dimanche ») est une chanson de la chanteuse roumaine Ester Peony. Elle a remporté la pré-sélection roumaine Selecția Națională et représentera par conséquent la Roumanie au Concours Eurovision de la chanson 2019 se déroulant à Tel-Aviv en Israël .

## À l'Eurovision
La chanson On a Sunday représentera la Roumanie au Concours Eurovision de la chanson 2019, après que celle-ci et son interprète Ester Peony ont été sélectionnés lors de la sélection nationale à travers le concours de télé-réalité musical Selecția Nationalǎ 2019. 

Elle est chantée lors de la seconde demi-finale se déroulant le 16 mai 2019, en faisant partie de la première moitié et termine 13e avec 71 points ce qui ne lui permet pas d'être qualifiée en finale.